# Space Giraffe
Space Giraffe est un jeu vidéo de shoot them up sorti en 2007 sur Xbox Live Arcade et en 2008 sur PC. Le jeu a été développé par Jeff Minter et Ivan Zorzin de Llamasoft. Il reprend des éléments du classique de l'arcade Tempest et se base pour les effets graphiques sur Neon (en), le visualiseur intégré à la Xbox 360.